# Welmo
Der Welmo (russisch Вельмо) ist ein 504 Kilometer langer linker Nebenfluss der Steinigen Tunguska im Mittelsibirischen Bergland in Russland.

## Verlauf
Der Welmo entspringt in etwa 600 m an einem Tafelberg im Westteil des Mittelsibirischen Berglands, östlich des Jenisseirückens und gut 100 km südöstlich der Goldsuchersiedlung Sewero-Jenisseiski, unweit der Quelle des rechten Jenissei-Nebenflusses Großer Pit (Bolschoi Pit). Er durchfließt in weiten Bögen in einem abschnittsweise engen Tal die Taigalandschaft des Berglandes in vorwiegend nördlicher bis nordwestlicher, im Mittellauf auch westlicher Richtung. Er mündet schließlich in 57 m Höhe in die Steinige Tunguska.
Die bedeutendsten Nebenflüsse sind die Jengida von rechts und Teja, Tschapa und Burnaja (auch Telma genannt) von links.
Auf seiner gesamten Länge durchfließt der Welmo das Territorium der Region Krasnojarsk, vorwiegend den Nordosten des Rajon Sewero-Jenisseiski. Nur Unterlauf und Mündung liegen bereits auf dem Territorium des Rajon Ewenkijski („Ewenkischer Rajon“, bis 31. Dezember 2006 Autonomer Kreis der Ewenken).

## Hydrographie
Das Einzugsgebiet des Welmo umfasst 33.800 km². In Mündungsnähe erreicht der Fluss eine Breite von gut 400 m bei einer Tiefe bis 1,5 m; die Fließgeschwindigkeit beträgt hier 0,6 m/s.
Der Welmo gefriert von Oktober/November bis April/Mai. Die Wasserführung 187 km oberhalb der Mündung und 7 km unterhalb der Einmündung des bedeutendsten Zuflusses Teja beträgt im Jahresdurchschnitt 225 m³/s bei einem Minimum von 41,6 m³/s im März und einem Maximum von 878 m³/s im Mai, 54 km oberhalb der Mündung im Jahresdurchschnitt bereits 358 m³/s.

## Infrastruktur und Wirtschaft
Der Welmo ist auf 220 km ab etwa dem Ort Welmo oberhalb der Teja-Einmündung schiffbar, die Schifffahrt wird jedoch von der relativ starken Strömung und zahlreichen Untiefen behindert.
Der Welmo durchfließt sehr dünn besiedeltes Gebiet. Am Fluss liegen nur die kleinen Siedlungen Welmo, Kuromba (bei der Einmündung des gleichnamigen rechten Zuflusses) und Burny (bei der Einmündung der Burnaja, einige Kilometer oberhalb der Mündung in die Steinige Tunguska) mit nur wenigen hundert Einwohnern. Nach Welmo und Kuromba führen unbefestigte Pisten vom Rajonzentrum Sewero-Jenisseiski, ansonsten fehlen im durchflossenen Gebiet jegliche Verkehrswege. Im Bereich des Nebenflusses Teja und deren Zufluss Jenaschimo gibt es einige größere Siedlungen – dort wird Goldbergbau betrieben.